# Kosići
Kosići (cyr. Косићи) – wieś w Czarnogórze, w gminie Ulcinj. W 2011 roku liczyła 301 mieszkańców.